# Konstantin Michailowitsch Sokolow
Konstantin Michailowitsch Sokolow (russisch Константин Михайлович Соколов; * 17.jul. / 30. Dezember 1903greg. in Sankt Petersburg; † 19. Januar 1983 in Moskau) war ein sowjetischer Politiker der KPdSU, der unter anderem 1949 Minister für Stadtentwicklung, zwischen 1950 und 1955 Vorsitzender des Staatlichen Komitees für Baumaschinen beim Ministerrat der UdSSR sowie von 1955 bis 1958 Stellvertretender Vorsitzender des Ministerrates der Russischen Sozialistischen Föderativen Sowjetrepublik war.

## Leben
Sokolow absolvierte nach dem Schulbesuch zwischen 1921 und 1922 zunächst ein Studium am Institut für Technologie in Petrograd sowie anschließend von 1922 bis 1926 am Institut für Eisenbahningenieurwesen in Petrograd, das 1924 in Leningrad umbenannt wurde. Während des Studiums trat er 1925 der KPdSU als Mitglied bei und arbeitete zwischen 1926 und 1929 als Technischer Zeichner, Vorarbeiter, Techniker sowie zuletzt als stellvertretender Bauleiter beim Wasserwerk von Leningrad. Nachdem er von 1929 bis 1930 als Ingenieur für Deichbau bei der Baltischen Flotte in Kronstadt beschäftigt war, war er im Anschluss von 1930 bis 1938 nacheinander als Doktorand, Forscher, Leitender Forscher sowie zuletzt als Leiter einer Forschungsgruppe beim Institut für Mechanisierung des Bauwesens in Leningrad tätig.
1938 wurde Sokolow Mitglied der Baukommission beim Rat der Volkskommissare und war anschließend zwischen 1939 und 1946 Stellvertretender Volkskommissar für das Bauwesen der UdSSR.
Am 17. Februar 1946 übernahm Sokolow das Amt des Volkskommissars für das Bauwesen, das nach der am 16. März 1946 durch Josef Stalin veranlassten Umbenennung des Rates der Volkskommissare in Ministerrat der UdSSR zum Minister für Bau- und Straßenwesen der UdSSR wurde. Diese Funktion bekleidete er bis zur Auflösung dieses Ministeriums am 6. Januar 1949 und übernahm stattdessen das neugeschaffene Amt als Minister für Stadtentwicklung. In dieser Funktion verblieb er bis zu seiner Ablösung durch Georgi Popow am 31. Dezember 1949, während er selbst nur noch Erster Stellvertretender Minister für Stadtentwicklung und damit Vertreter seines Nachfolgers wurde.
Im Anschluss wurde Sokolow am 5. September 1950 Vorsitzender des Staatlichen Komitees für Baumaschinen beim Ministerrat der UdSSR und bekleidete diesen Posten bis zum 30. September 1955. Auf dem XIX. Parteitag der KPdSU, der vom 5. bis 14. Oktober 1952 stattfand, wurde er Kandidat des ZK und behielt diese Funktion bis zum XX. Parteitag der KPdSU vom 14. bis 25. Februar 1956. Aus Anlass seines 50. Geburtstages sowie seiner Verdienste auf dem Gebiet des Bauwesens wurde ihm am 29. Dezember 1953 der Leninorden verliehen.
Vom 10. Juni 1955 bis zum 25. Februar 1958 war er Stellvertretender Vorsitzender des Ministerrates der Russischen Sozialistischen Föderativen Sowjetrepublik (RFSSR). Danach verlor er an Einfluss und war von März 1958 bis Januar 1963 nur noch Stellvertretender Bauminister der RFSSR. Nachdem er zwischen Januar und März 1963 Stellvertretender Minister für Bauwesen und Spezialbauarbeiten der RFSSR war, fungierte er zuletzt von März 1963 bis zu seinem Ruhestand im September 1974 als Stellvertretender Vorsitzender des Staatlichen Komitees für die Fertigung und Spezialbauarbeiten der UdSSR.
Sokolow wurde ferner mit dem Orden der Oktoberrevolution, dem Orden des Roten Banners der Arbeit, dem Ehrenzeichen der Sowjetunion sowie dem Orden des Roten Sterns ausgezeichnet.